# Castell de Calassanç
El castell de Calassanç és un castell d'origen islàmic situat en una gran penya sobre el poble de Calassanç, al terme de Peralta i Calassanç (Llitera).
El castell es troba a la part superior d'una penya on aquesta, és tallada transversalment per un fossat d'uns 6 metres d'ample i 60 de llarg, creant una fondària d'uns tres metres. Aquest vall, que en part aprofita una esquerda natural, aïlla una plataforma rocosa que queda protegida als altres costats pels tallats verticals de la roca, i és en aquesta plataforma on es troben les restes del castell. Les principals construccions que conformen la plataforma són la base d'una estructura rectangular de 5 per 7 metres, possiblement d'època islàmica, i la base d'una torre cilíndrica de 2 metres de diàmetre i una cisterna coberta amb volta, construïdes posteriorment. Es conserven també algunes restes de muralles. A més, dins el recinte del castell, hi ha l'ermita de Sant Bartomeu.
El castell de Calassanç formava part de les defenses del districte de Lleida, en temps islàmics. Se situava en una posició estratègica per les comunicacions entre Barbastre i Lleida, i perquè dominava la vall del Sosa (riu) juntament amb el castell de Montmagastre. Hi posà setge el 1083 Ermengol IV d'Urgell, però oferí una llarga resistència que no es va acabar fins a la incorporació a Aragó el 1103 mitjançant una rendició pactada.